# Bardas Parsakouténos
Bardas Parsakouténos (en grec : Βάρδας Παρσακουτηνός) est un général byzantin et neveu de l'empereur Nicéphore II Phocas.

## Biographie
Le nom de famille de Bardas dérive de la localité de Parsakoute (Παρσακούτη). Son père, Théodule Parsakouténos épouse une femme de l'importante famille des Phocas, probablement une fille du général Bardas Phocas l'Ancien et donc une sœur du général et empereur Nicéphore II qui règne de 963 à 969. Bardas Parsakouténos a aussi deux frères, Théodore et Nicéphore. Du fait qu'il porte le nom de son grand-père maternel, il est probablement le cadet.
Si l'on se réfère aux sources arabes de la bataille d'Hadath du 19 octobre 954, Théodule et l'un de ses fils, soit Bardas, soit Nicéphore, sont faits prisonniers par l'émir des Hamdanides, Sayf al-Dawla. L'aîné, Théodore, tente alors un échange avec Abou Firas al-Hamdani qu'il capture en automne 962 et qui est le cousin de Sayf, sans succès. C'est seulement le 23 juin 966 que Sayf libère ses prisonniers byzantins.
En 970, le cousin de Bardas, Bardas Phocas le Jeune tente une révolte contre Jean Ier Tzimiskès (969-976) mais elle échoue et Bardas ainsi que ses frères ont probablement été exilés en tant que soutiens du rebelle. En 978, Basile II rappelle les anciens conjurateurs pour affronter la rébellion de Bardas Sklèros, qui s'est emparé d'une large partie de l'Asie Mineure, en vainquant à plusieurs reprises les forces loyalistes,. Selon l'historien Léon le Diacre, Bardas Parsakouténos occupe en 978 le rang le plus élevé de la hiérarchie byzantine, celui de magistros, et commande la flotte impériale quand il bat la marine rebelle au large d'Abydos en faisant usage du feu grégeois. Il débarque ensuite ses hommes, bat les rebelles sur terre et reprend Abydos.